# Закон о международных чрезвычайных экономических полномочиях
Закон о международных чрезвычайных экономических полномочиях (англ. International Emergency Economic Powers Act) — закон США, принятый в 1977 году, который позволяет Президенту США вводить экономические санкции в различных случаях.

## Содержание
Закон позволяет Президенту США в случае «необычной и чрезвычайной угрозы... национальной безопасности, внешней политике или экономике Соединенных Штатов» вводить различные меры в сфере экономического регулирования, в том числе и экономические санкции против государств, а также иностранных юридических и физических лиц, в том числе блокировать транзакции и замораживать активы для устранения угрозы. В случае фактического нападения на США президент также может конфисковать имущество, принадлежащее государству, группе или лицу, которые содействовали нападению. Закон также предусматривает уголовную ответственность за нарушение санкций (лишение свободы на срок до 20 лет и штраф до 1 000 000 долларов США).